# Воробйов Едуард Аркадійович
Едуард Аркадійович Воробйов (25 жовтня 1938, Воронеж, Росія) — радянський та російський військовий діяч, генерал-полковник. Депутат Верховної Ради УРСР 11 скликання. Народний депутат СРСР. Депутат Державної думи Росії другого (1996—1999 рр.) і третього (2000—2003 рр.) скликань. Член Союзу правих сил. Командувач Центральної групи радянських військ у Чехословаччині (1987—1991).

## Біографія
Народився 25 жовтня 1938 р. в місті Вороніж в родині військового.
У 1957 р. був призваний до лав Збройних сил СРСР, служив рядовим (стрільцем-гранатометником). Член КПРС з 1961 року.
У 1961 році з відзнакою закінчив Бакинське вище загальновійськове командне училище.
У 1961—1963 роках — командир стрілецького взводу в Прикарпатському військовому окрузі, в 1963—1968 роках — командир мотострілецького взводу, потім роти в Групі радянських військ у Німеччині. У 1968 р. командир роти капітан Е. А. Воробйов був задіяний у військах, введених в Чехословаччину.
У 1971 році закінчив Військову академію ім. М. В. Фрунзе із золотою медаллю (стипендія ім. В. І. Леніна).
Чотири роки командував мотострілецьким полком у Львові (Прикарпатський військовий округ), мотострілецькою дивізією у Вірменії (м. Ленінакан, Закавказький військовий округ). Достроково отримав звання полковника і в 1981 році — генерал-майора.
У 1983 році закінчив Військову академію Генерального штабу із золотою медаллю (стипендія ім. М. І. Кутузова).
У 1985—1986 роках —командувач 38-ї загальновійськової армії (Прикарпатський військовий округ).
У 1986—1987 роках — 1-й заступник командувача військ Туркестанського військового округу, до складу яких входила 40-а Армія, яка воювала в Афганістані.
З 1987 по 1991 рік — командувач Центральної групою військ у Чехословаччині, здійснював виведення угруповання радянських військ з цієї країни. З 27 жовтня 1988 року — генерал-полковник.
У липні—серпні 1991 року — у відпустці без посади. У жовтні 1991 року призначений заступником головнокомандувача Сухопутних військ СРСР з бойової підготовки. З липня 1992 року вводив батальйони миротворчих сил у Молдову і був першим командувачем Об'єднаними миротворчими силами в цій країні.
У липні 1992 року призначений першим заступником головнокомандувача Сухопутних військ РФ. У вересні—листопаді 1992 року Е. А. Воробйов знаходився в Таджикистані. У грудні 1994 р. відмовився прийняти командування операцією в Чечні «через її повну непідготовленість» і подав рапорт про звільнення зі Збройних сил РФ. Прокуратура постановою від 24 січня 1995 р. відмовила в порушенні кримінальної справи «за відсутністю складу злочину». У квітні 1995 року звільнений з армії «за станом здоров'я».

## Парламентська діяльність
Обирався депутатом Верховного Совєта СРСР по Ужгородському територіальному виборчому округу, Верховної Ради Вірменської РСР, Верховної Ради Української РСР 11 скликання. У 1989 р. обраний народним депутатом СРСР. Входив до депутатської групи «Вітчизна». Після обрання в Державну Думу вступив у партію «Демократичний вибір Росії». Член політради ДВР.

## Нагороди та відзнаки
- Орден Червоної Зірки
- Орден «За службу Батьківщині в Збройних Силах СРСР» ІІ ст.
- Орден «За службу Батьківщині в Збройних Силах СРСР» ІІІ ст.
- Орден «За особисту мужність» (Російська Федерація, 2.03.1993)